# Arnay-le-Duc
Arnay-le-Duc is een gemeente in het Franse departement Côte-d'Or (regio Bourgogne-Franche-Comté). Arnay-le-Duc telde op 1 januari 2022 1.355 inwoners, die Arnétois worden genoemd. De plaats maakt deel uit van het arrondissement Beaune.

## Plaatsen in de gemeente
- Chassenay

## Afbeeldingen

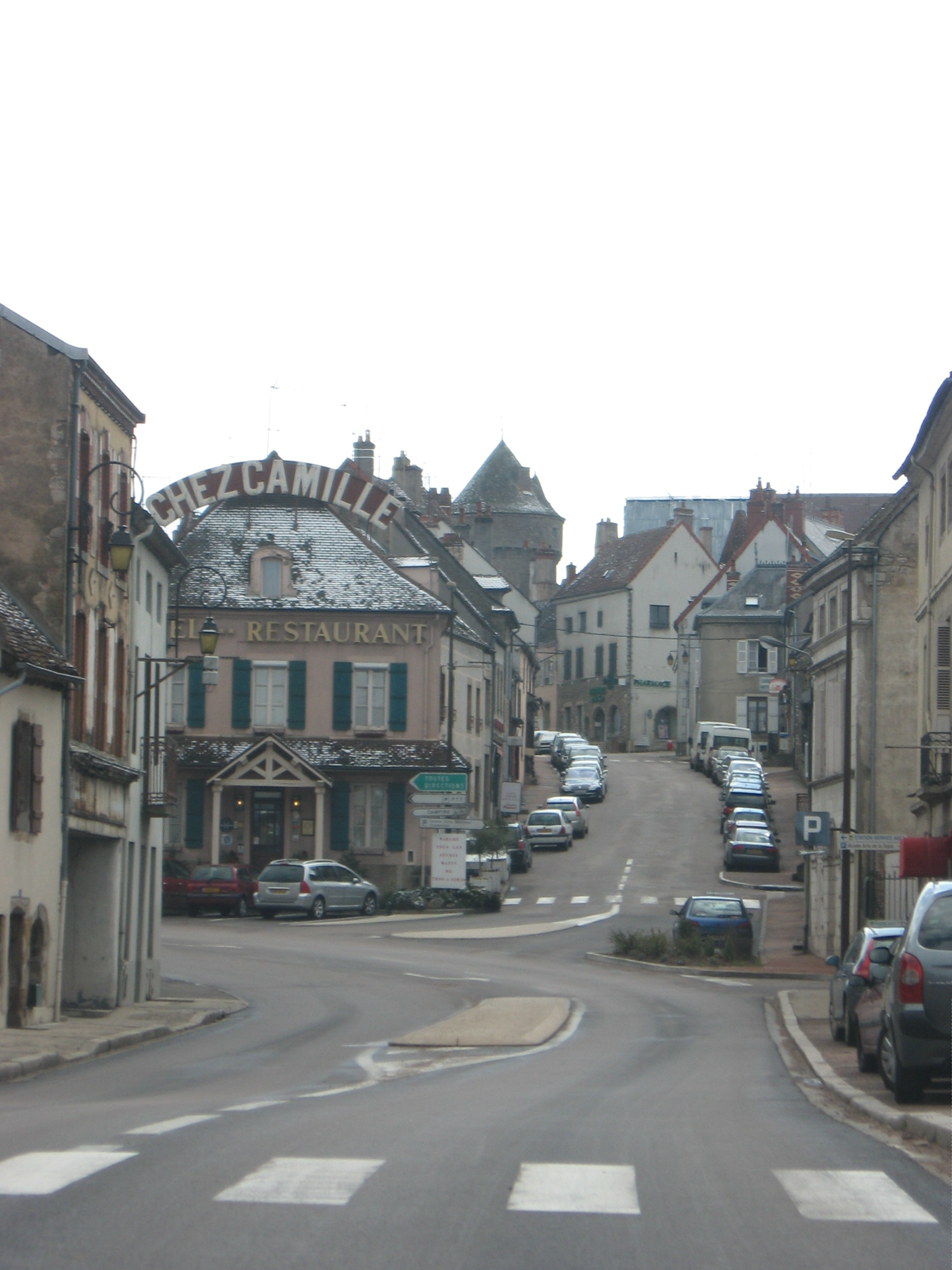
Arnay-le-Duc
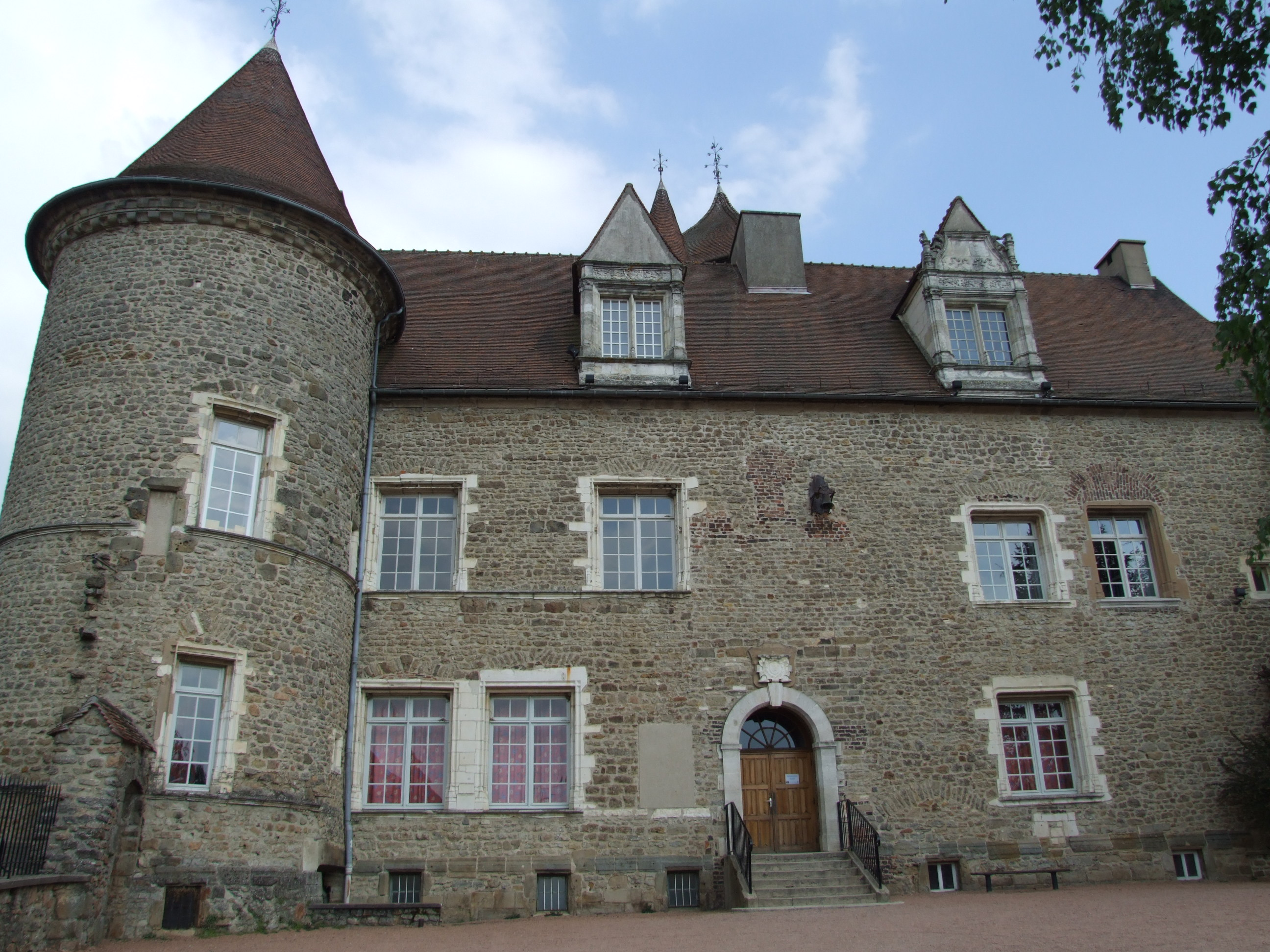
Kasteel

## Geografie
De oppervlakte van Arnay-le-Duc bedroeg op 1 januari 2022 11,95 vierkante kilometer; de bevolkingsdichtheid was toen 113,4 inwoners per km².
De onderstaande kaart toont de ligging van Arnay-le-Duc met de belangrijkste infrastructuur en aangrenzende gemeenten.

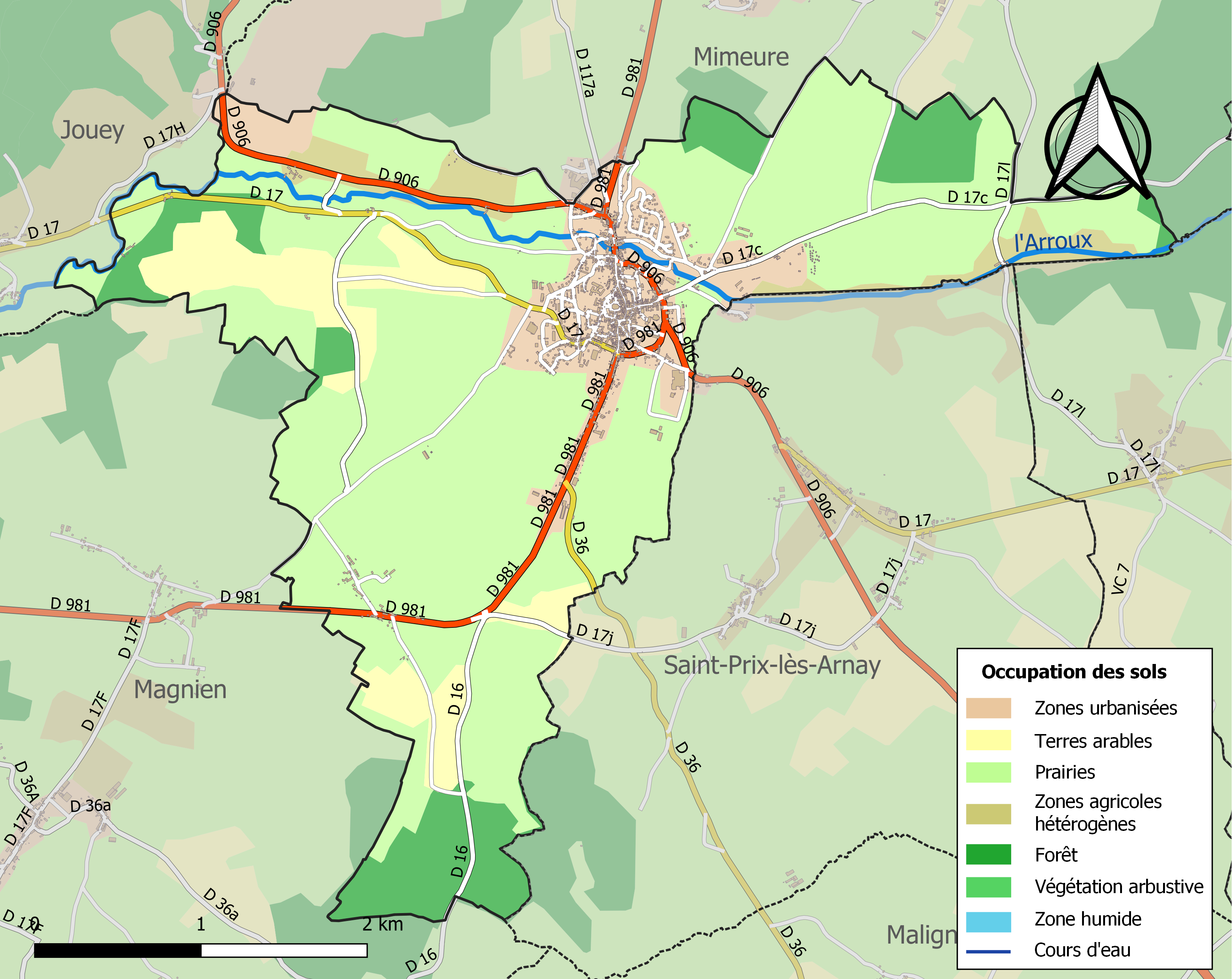

## Demografie
Onderstaande figuur toont het verloop van het inwonertal (bron: INSEE-tellingen).

## Zusterstad
Sinds 1986 is het Duitse Wörrstadt een zusterstad van Arnay-le-Duc.